# E2F4
E2F4‏ (E2F transcription factor 4) هوَ بروتين يُشَفر بواسطة جين E2F4 في الإنسان.